# Jardins Taurianos
Jardins Taurianos (em latim: Horti Tauriani) era um jardim localizado no rione Esquilino de Roma e que ocupava todo o território entre a Via Labicana antiga, o áger serviano e o limite mais tarde representado pelo traçado da Muralha Aureliana, uma propriedade com cerca de 36 hectares.

## História
Este jardim deve seu nome a Tito Estacílio Tauro, o cônsul em 44 que foi acusado de uso magia (em latim: repetundae e magicae superstitiones) em 53 e obrigado a se suicidar por Agripina Menor, que queria o controle da propriedade. No início do período imperial, a gente Estacília era proprietária da vasta área compreendida entre as vias Tiburtina e Labicana-Prenestina, como prova a descoberta de uma fistula acquaria (um cano de chumbo com inscrições) com o texto "T. STATILI TAVRI, onde ficavam também seus monumentos funerários e os da gente Arrúncia.
Em seguida, durante os reinados de Cláudio e Nero, os jardins foram divididos (Horti Pallantiani, Horti Epaphroditiani) para favorecer os libertos imperiais Epafrodito e Palas. Parcialmente reunidas novamente por Galiano no século III, as três propriedades passaram a fazer parte dos Horti Liciniani, de posse do imperador.

Mais tarde, a vasta propriedade foi novamente desmembrada. No final do século IV, o prefeito urbano Vécio Agório Pretextato era proprietário de uma parte, os Jardins Vetianos (em latim: Horti Vettiani), que se estendia pela região do atual Palazzo Brancaccio. Os restos da casa de Pretextato e de sua esposa, Acônia Fábia Paulina, fora identificados através dos nomes inscritos em fistulas recuperadas no interior do edifício. A descoberta Um muro construído com materiais reaproveitados permitiu a recuperação de uma extraordinária quantidade de fragmentos de esculturas, um caso bastante comum em outras escavações no Esquilino.

### Escavações
As escavações realizadas nas áreas atribuídas aos Horti Tauriani e aos Horti Lolliani não permitiram, até o momento, identificar as estruturas arquitetônicas que com certeza constituíam os núcleos residenciais das villas. Além disto, não é possível precisar o plano decorativo dos Horti Tauriani por causa da provável coincidência de suas fronteiras com as da Villa Montalto Peretti (depois Negroni-Massimo), onde as atividades de recuperação de obras de arte realizadas nos séculos anteriores não foram documentadas.
No volume dedicado à elevação do Obelisco Vaticano, o arquiteto Domenico Fontana faz referência, entre fatos mais significativos do pontificado do papa Sisto V, que o papa mandou arrasar até o nível do chão todos os monumentos antigos que ficavam em sua villa no Esquilino para poder regularizar o pavimento utilizando os escombros.
Com referência à extensão dos Horti Tauriani, um dado topográfico certo foi a descoberta de alguns marcos limítrofes em travertino com a inscrição CIPPI HI FINIV[NT] / HORTOS CALYCLAN / ET TAVRIANOS, recuperados in situ na lateral da igreja de Sant'Eusebio. Estes marcos indicam que a propriedade era vizinha à de um tal "Calycicles" em seu limite ocidental (o oriental supõe-se que ficava onde hoje está a Porta Maggiore).
Um núcleo importante para a recuperação de artefatos arqueológicos fica em torno de uma estrutura em opus reticulatum de boa qualidade, caracterizada por três grandes nichos e descoberta em 1875 na Via Principe Amedeo. Ali, além de uma fistula acquaria com a inscrição T STATILI TAVRI que confirma a propriedade da área, foram recuperadas diversas esculturas, especialmente a grande estátua que provavelmente representa Hígia. De proporções similares, mas da qual se conservou apenas a parte superior, é outra estátua feminina que provavelmente representa Ártemis. Finalmente, é dali também que provém a grande estátua transformada numa representação da "Roma Cristã" no final do século XIX para decorar a torre do Palazzo Senatorio. As três esculturas aparentemente foram concebidas para decorar um único monumento com três nichos monumentais. Ali foram descoberta ainda uma estátua de uma vaca que era parte de um grupo pastoral (cópia de um original em bronze de Míron criado para a Acrópole de Atenas), um refinado relevo representando uma paisagem sagrada com um santuário circundado por um muro alto e um relevo em fragmentos com as quadrigas de Hélio (o sol) e Selene (a lua)

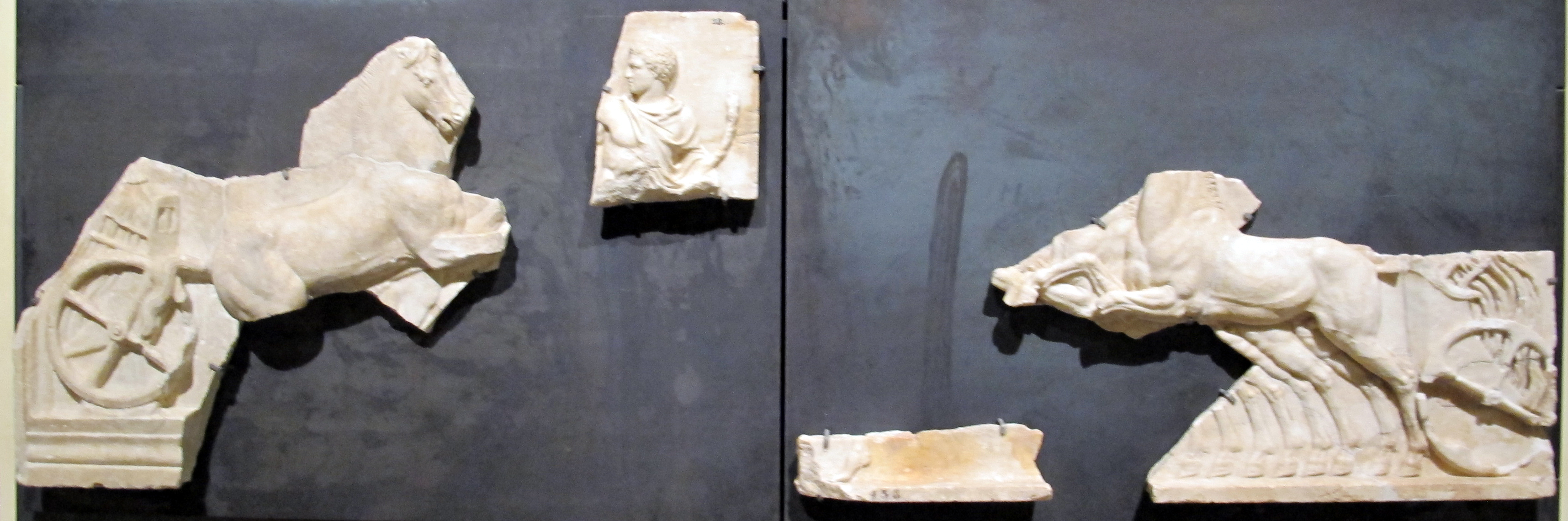
A "Auriga do Esquilino", um caso famoso de esculturas romanas recuperadas em fragmentos servindo como recheio para muros antigos.

Um outro conjunto de esculturas foi descoberto entre 1872 e 1873 a leste da Piazza Manfredo Fanti durante a demolição de uma parede de fundação vizinha a um edifício no qual Rodolfo Lanciani reconheceu diversas fases de construção entre os séculos II e IV. Na parede foi recuperada uma série de fistulas com os nomes de Vécio Agório Pretextato, prefeito urbano de Roma entre 367 e 368, e de sua esposa, Acônia Fábia Paulina, elementos que permitiram que Lanciani propusesse que o edifício era a residência do casal. Durante a demolição foram recuperados os retratos de Adriano, de sua esposa Víbia Sabina e da mãe dela, Salonina Matídia, e duas crateras de mármore, uma delas em estilo arcaico representando as núpcias de Páris e Helena e o outro com uma procissão dionísica, e uma cabeça de uma bacante. Na mesma ocasião foi descoberta a Auriga do Esquilino, que forma, depois de reunida com uma estátua de um cavalo descoberta a pouco mais de uma centena de metros de distância em um outro muro, um notável grupo escultórico do período júlio-claudiano.
O fenômeno ligado à construção de muros com fragmentos de esculturas é bastante comum por toda a região do Esquilino e resultou em diversas tentativas de explicação. A mais aceita (Coates-Stephens) o liga à construção em tempo recorde da Muralha Aureliana, erigidida entre 270 e 273. A necessidade de desapropriar grandes propriedades para permitir a passagem da estrutura provocou a destruição de muitos edifícios, o que resultou na ampla disponibilidade de materiais marmóreos em fragmentos para servir de estofo para estes muros.